# Rasa de Vilamosa
La Rasa de Vilamosa és un torrent afluent per la dreta del Barranc dels Apòstols que neix a 750 m. al nord-oest de la masia del Llor i a 625 m. al nord-est de la masia de Vilamosa. De direcció global cap a les 7 del rellotge, desguassa al seu col·lector al peu del vessant sud-occidental del Serrat dels Pastors. Fa tot el seu curs pel terme municipal de Castellar de la Ribera.

## Xarxa hidrogràfica
La seva xarxa hidrogràfica, que també transcorre íntegrament pel terme municipal de Castellar de la Ribera, està constituïda per tres cursos fluvials la longitud total dels quals suma 2.671 m.